# Stazione di Manfredonia
Stazione di Manfredonia vasútállomás Olaszországban, Puglia régióban, Manfredonia településen.

## Vasútvonalak
Az állomást az alábbi vasútvonalak érintik:
- Foggia-Manfredonia-vasútvonal

## Kapcsolódó állomások
A vasútállomáshoz az alábbi állomások vannak a legközelebb: 
- Stazione di Siponto
- Stazione di Manfredonia Città